# 2008-as Vuelta ciclista a España
A 2008-as Vuelta a España augusztus 30-án kezdődik Granadában és szeptember 21-én fejeződik be Madridban. A verseny 23 napig tart, ezalatt  3169 km-et tesznek meg. Címvédő az orosz Gyenyisz Menysov.

## Részt vevő csapatok
| - Belgium Quick Step Silence-Lotto - Dánia Team CSC Saxo Bank - Luxemburg Astana - Franciaország Ag2r-La Mondiale Bouygues Télécom Cofidis, le Crédit par téléphone Crédit Agricole Française des Jeux - Hollandia Rabobank | - Németország Gerolsteiner Team Milram - Olaszország Lampre Liquigas Tinkoff Credit Systems - Spanyolország Andalucia-Cajasur Caisse d'Epargne Euskaltel-Euskadi Karpin Galicia Scott-American Beef |

## A különböző trikók tulajdonosai
| Szezon      | Győztes            | Végeredmény        | Pontverseny        | Hegyi verseny     | Kombinált verseny | Csapatverseny    |
| ----------- | ------------------ | ------------------ | ------------------ | ----------------- | ----------------- | ---------------- |
| 1           | Liquigas           | Filippo Pozzato    | nem volt           | nem volt          | nem volt          | Liquigas         |
| 2           | Alejandro Valverde | Alejandro Valverde | Alejandro Valverde | Jesús Rosendo     | Egoi Martínez     | Caisse d'Epargne |
| 3           | Tom Boonen         | Daniele Bennati    | Alejandro Valverde | Jesús Rosendo     | Egoi Martínez     | Caisse d'Epargne |
| 4           | Daniele Bennati    | Daniele Bennati    | Daniele Bennati    | Jesús Rosendo     | Paolo Bettini     | Quick Step       |
| 5           | Levi Leipheimer    | Levi Leipheimer    | Daniele Bennati    | Jesús Rosendo     | Egoi Martínez     | Astana           |
| 6           | Paolo Bettini      | Sylvain Chavanel   | Daniele Bennati    | Jesús Rosendo     | Paolo Bettini     | Astana           |
| 7           | Alessandro Ballan  | Alessandro Ballan  | Daniele Bennati    | Alessandro Ballan | Alessandro Ballan | Astana           |
| 8           | David Moncoutié    | Levi Leipheimer    | Alejandro Valverde | Alessandro Ballan | Alberto Contador  | Astana           |
| 9           | Greg Van Avermaet  | Egoi Martínez      | Alejandro Valverde | David Moncoutié   | Alberto Contador  | Caisse d'Epargne |
| 10          | Sébastien Hinault  | Egoi Martínez      | Greg Van Avermaet  | David Moncoutié   | Alberto Contador  | Caisse d'Epargne |
| 11          | Óscar Freire       | Egoi Martínez      | Greg Van Avermaet  | David Moncoutié   | Alberto Contador  | Caisse d'Epargne |
| 12          | Paolo Bettini      | Egoi Martínez      | Greg Van Avermaet  | David Moncoutié   | Alberto Contador  | Astana           |
| 13          | Alberto Contador   | Alberto Contador   | Greg Van Avermaet  | David Moncoutié   | Alberto Contador  | Caisse d'Epargne |
| 14          | Alberto Contador   | Alberto Contador   | Alberto Contador   | David Moncoutié   | Alberto Contador  | Caisse d'Epargne |
| 15          | David García       | Alberto Contador   | Alberto Contador   | David Moncoutié   | Alberto Contador  | Caisse d'Epargne |
| 16          | Tom Boonen         | Alberto Contador   | Alberto Contador   | David Moncoutié   | Alberto Contador  | Caisse d'Epargne |
| 17          | Wouter Weylandt    | Alberto Contador   | Greg Van Avermaet  | David Moncoutié   | Alberto Contador  | Caisse d'Epargne |
| 18          | Imanol Erviti      | Alberto Contador   | Greg Van Avermaet  | David Moncoutié   | Alberto Contador  | Caisse d'Epargne |
| 19          | David Arroyo       | Alberto Contador   | Greg Van Avermaet  | David Moncoutié   | Alberto Contador  | Caisse d'Epargne |
| 20          | Levi Leipheimer    | Alberto Contador   | Greg Van Avermaet  | David Moncoutié   | Alberto Contador  | Caisse d'Epargne |
| 21          | Matti Breschel     | Alberto Contador   | Greg Van Avermaet  | David Moncoutié   | Alberto Contador  | Caisse d'Epargne |
| Végeredmény | Végeredmény        | Alberto Contador   | Greg Van Avermaet  | David Moncoutié   | Alberto Contador  | Caisse d'Epargne |